# چورچوری
چورچوری روستایی در دهستان قوشخانه پایین بخش قوشخانه شهرستان شیروان استان خراسان شمالی ایران است.

## جمعیت
بر پایه سرشماری عمومی نفوس و مسکن در سال ۱۳۹۵ جمعیت این مکان ۱۳۷ نفر (۳۶خانوار) بوده‌است.